# Jeff Taylor (cestista 1989)
Jeffery Matthew Taylor, detto Jeff (Norrköping, 23 maggio 1989), è un cestista svedese con cittadinanza statunitense, che gioca nel ruolo di guardia in NBA e in Europa.

## Carriera

### High school (2006-2012)
Nel 2006 si è trasferito negli Stati Uniti con sua nonna e si è iscritto alla Hobbs High School, nonostante il suo desiderio fosse quello di frequentare la scuola che aveva frequentato suo padre. Nel suo anno da finalista ha avuto una media di più di 30 punti a partita, venendo inserito dalla ESPN nella lista dei 150 talenti reclutabili dalle università. Dopo aver valutato diverse proposte, si è iscritto alla Vanderbilt University.
Nel suo anno da matricola ha avuto una media di 12,2 punti e 6,2 rimbalzi a partita, affermandosi come una delle poche sorprese della deludente Southeastern Conference. Nella stagione successiva ha fatto ulteriori progressi, mostrando però i suoi limiti in alcuni campi, in particolare nel tiro da tre punti. Ha chiuso la stagione con 13,3 punti e 5,2 rimbalzi a partita. È stato inserito nel secondo quintetto dell'All-SEC e nell'All-Defensive Team della SEC. Nella stagione successiva ha mostrato di essere un ottimo stoppatore, potendo difendere su tutti i ruoli tranne quello del centro e venendo inserito nuovamente nell'All-Defensive Team della SEC. Si è inoltre migliorato nel tiro da tre punti, tirando con il 34,5%. Chiude con una media di 14,7 punti e 5,5 rimbalzi. Ha valutato di rendersi eleggibile per il draft 2011, ma ha deciso di rimanere alla Vanderbilt University per il suo ultimo anno. A fine stagione si è reso eleggibile per il draft 2012. È il terzo giocatore di sempre per numero di punti segnati (1.906) della Vanderbilt University dietro solo a Shan Foster (2.011) e Matt Freije (1.991).

### NBA (2012-2015)

#### Charlotte (2012-2015)
È stato selezionato al draft come 31ª scelta assoluta dagli Charlotte Bobcats. Il 23 novembre 2012 nella partita persa 101-91 contro gli Atlanta Hawks, realizza il suo career-high di 16 punti.
Al termine della prima stagione vanta all'attivo 77 presenze, di cui 29 da titolare, facendo registrare in quasi tutte le voci statistiche i suoi career-high in NBA.
Questo è dovuto al fatto che le due stagioni successive (disputate entrambe a Charlotte) sono tutt'altro che fruttuose, soprattutto la prima delle due in quanto il 21 dicembre 2013 subisce una rottura del tendine di Achille, venendo quindi costretto a saltare il resto della stagione. Tra le poche statistiche migliorate va segnalata la media punti e minuti a partita: l'anno prima mise a segno 6,1 punti a partita mentre in queste 8,0. Per quanto riguarda i minuti è passato da 19,6 a 24,2 minuti a partita.
La terza stagione parte male per Taylor: perde le prime 24 partite per squalifica e quando torna scende totalmente nelle gerarchie della squadra in quanto disputa solamente 29 partite (13 da titolare). Durante la stagione viene spedito in prestito agli Austin Spurs in D-League con cui disputa 4 partite, mettendo a segno 47 punti (tenendo così una media di 11,75 punti a partita).
A fine anno, scaduto il suo contratto con la squadra rimane free agent.

### Europa (2015-oggi)

#### Real Madrid (2015-oggi)
Nella stagione 2015-16 firma con il Real Madrid. Il 27 settembre 2015 vince il suo primo trofeo con il Real, la Coppa Intercontinentale.

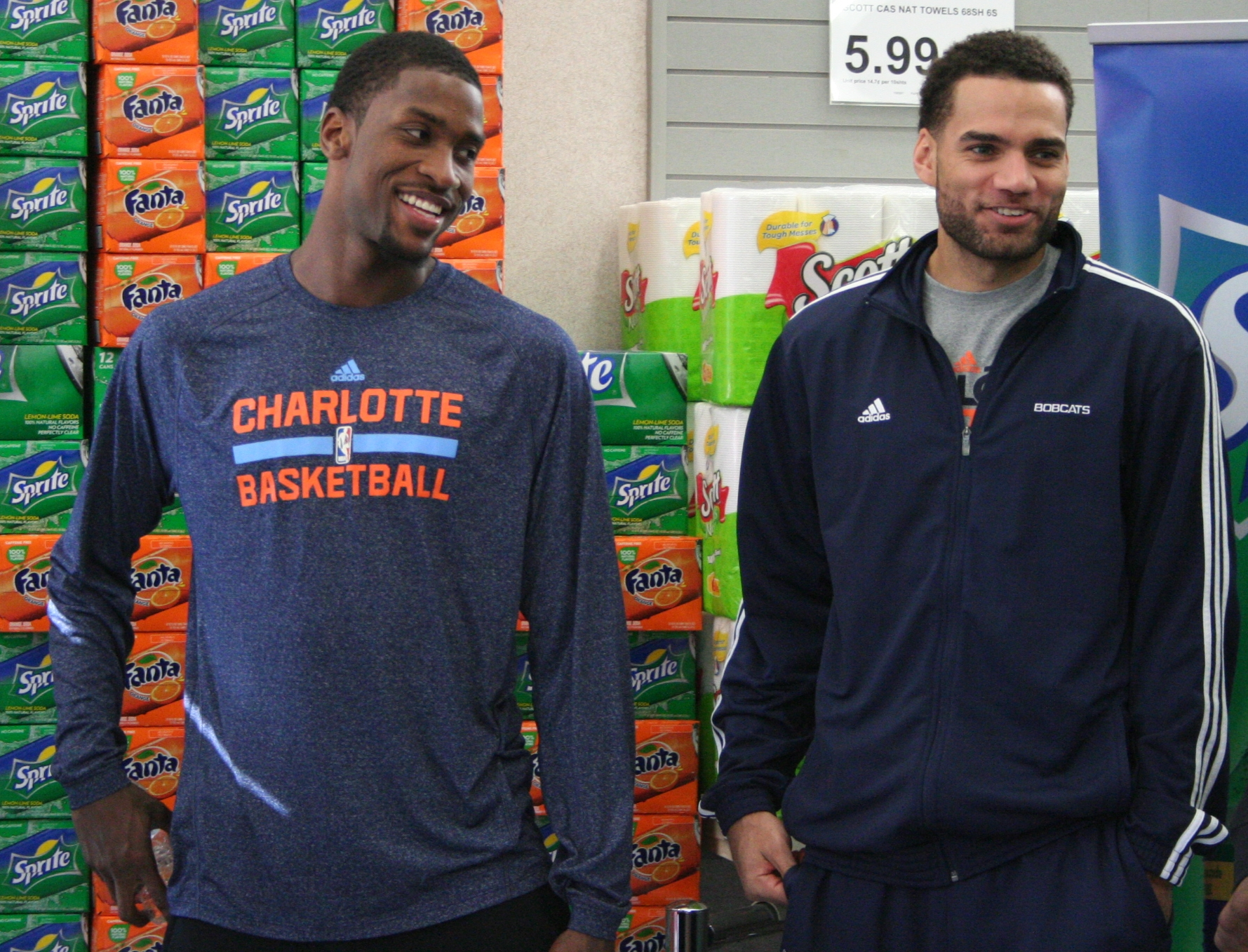
Jeff Taylor (destra) con Michael Kidd-Gilchrist (sinistra)

Vincerà successivamente anche il Campionato Spagnolo e la Copa del Rey.

## Statistiche

### NCAA
| Anno      | Squadra          | PG  | PT  | MP   | TC%  | 3P%  | TL%  | RP  | AP  | PRP | SP  | PP   |
| --------- | ---------------- | --- | --- | ---- | ---- | ---- | ---- | --- | --- | --- | --- | ---- |
| 2008-2009 | Vand. Commodores | 31  | 31  | 26,0 | 50,2 | 22,0 | 69,1 | 6,2 | 1,7 | 0,9 | 0,4 | 12,2 |
| 2009-2010 | Vand. Commodores | 33  | 33  | 26,8 | 49,3 | 9,1  | 74,6 | 5,2 | 1,7 | 1,1 | 0,4 | 13,3 |
| 2010-2011 | Vand. Commodores | 34  | 33  | 31,7 | 44,9 | 34,5 | 71,9 | 5,5 | 2,4 | 1,0 | 0,6 | 14,7 |
| 2011-2012 | Vand. Commodores | 36  | 36  | 32,1 | 49,3 | 42,3 | 60,5 | 5,6 | 1,7 | 1,3 | 0,4 | 16,1 |
| Carriera  | Carriera         | 134 | 133 | 29,3 | 48,3 | 35,8 | 69,3 | 5,6 | 1,9 | 1,1 | 0,4 | 14,2 |

#### Massimi in carriera
- Massimo di punti: 30 vs Davidson (7 dicembre 2011)[5]
- Massimo di rimbalzi: 13 vs Georgia (16 febbraio 2011)
- Massimo di assist: 6 (2 volte)
- Massimo di palle rubate: 5 vs Oregon (11 novembre 2011)
- Massimo di stoppate: 3 vs South Carolina (5 febbraio 2011)
- Massimo di minuti giocati: 43 vs Missouri (8 dicembre 2010)

### NBA

#### Regular Season
| Anno      | Squadra           | PG  | PT | MP   | TC%  | 3P%  | TL%  | RP  | AP  | PRP | SP  | PP  |
| --------- | ----------------- | --- | -- | ---- | ---- | ---- | ---- | --- | --- | --- | --- | --- |
| 2012-2013 | Charlotte Bobcats | 77  | 29 | 19,6 | 43,1 | 34,4 | 72,8 | 1,9 | 0,8 | 0,6 | 0,2 | 6,1 |
| 2013-2014 | Charlotte Bobcats | 26  | 8  | 24,2 | 37,6 | 26,9 | 55,3 | 2,3 | 0,8 | 0,5 | 0,2 | 8,0 |
| 2014-2015 | Charlotte Hornets | 29  | 13 | 14,8 | 39,5 | 30,6 | 63,4 | 1,8 | 0,8 | 0,4 | 0,0 | 4,4 |
| Carriera  | Carriera          | 132 | 50 | 19,4 | 40,9 | 31,9 | 66,5 | 2,0 | 0,8 | 0,5 | 0,2 | 6,1 |

#### Massimi in carriera
- Massimo di punti: 20 (2 volte)[6]
- Massimo di rimbalzi: 8 (2 volte)
- Massimo di assist: 4 (3 volte)
- Massimo di palle rubate: 4 vs Oklahoma City Thunder (26 novembre 2012)
- Massimo di stoppate: 2 (2 volte)
- Massimo di minuti giocati: 39 vs New York Knicks (5 dicembre 2012)

### Eurolega
| Anno       | Squadra     | PG  | PT  | MP   | TC%  | 3P%  | TL%  | RP  | AP  | PRP | SP  | PP  |
| ---------- | ----------- | --- | --- | ---- | ---- | ---- | ---- | --- | --- | --- | --- | --- |
| 2015-2016  | Real Madrid | 25  | 3   | 15,2 | 47,3 | 32,3 | 61,1 | 2,1 | 0,5 | 0,2 | 0,1 | 4,3 |
| 2016-2017  | Real Madrid | 30  | 22  | 15,6 | 50,0 | 39,2 | 66,7 | 1,8 | 0,5 | 0,4 | 0,1 | 4,6 |
| 2017-2018† | Real Madrid | 34  | 23  | 20,6 | 41,9 | 35,2 | 70,0 | 1,9 | 1,2 | 0,5 | 0,1 | 5,9 |
| 2018-2019  | Real Madrid | 34  | 22  | 18,2 | 53,4 | 44,8 | 63,0 | 1,6 | 1,4 | 0,3 | 0,1 | 5,6 |
| 2019-2020  | Real Madrid | 24  | 14  | 18,6 | 44,4 | 39,3 | 66,7 | 2,1 | 1,2 | 0,4 | 0,1 | 4,8 |
| 2020-2021  | Real Madrid | 32  | 14  | 14,8 | 43,0 | 26,5 | 75,0 | 1,5 | 0,5 | 0,4 | 0,1 | 3,6 |
| 2021-2022  | Real Madrid | 23  | 8   | 13,1 | 46,6 | 40,5 | 75,0 | 1,2 | 0,7 | 0,3 | 0,1 | 3,3 |
| Carriera   | Carriera    | 202 | 106 | 16,8 | 46,6 | 37,3 | 68,1 | 1,7 | 0,9 | 0,4 | 0,1 | 4,6 |

## Palmarès
- Campionato spagnolo: 3

Real Madrid: 2015-16, 2017-18, 2018-19, 2021-22
- Copa del Rey: 3

Real Madrid: 2016, 2017,  2020
- Supercoppa spagnola: 4

Real Madrid: 2018, 2019, 2020, 2021
- Eurolega: 1

Real Madrid: 2017-18
- Coppa Intercontinentale: 1

Real Madrid: 2015